# Анджей Богуцький
Анджей Богуцький (пол. Andrzej Bogucki; 11 листопада 1904, Варшава — 29 липня 1978, Варшава) — польський актор театру, оперети, ревю, кіно, радіо і телебачення, а також співак.

## Біографія
Анджей Богуцький народився в 1904 році у Варшаві. Дебютував на театральній в 1930 році у Варшаві. Був актором театрів Варшави і Лодзя. Грав у спектаклях «театру телебачення» в 1962—1978 роках і брав участь у багатьох радіопередачах «Польського радіо», співав на радіо та на естраді.
Під час Другої світової війни допомагав євреям і переховував їх від переслідувань нацистів, зокрема врятував піаніста і композитора Владислава Шпільмана. За цей вчинок в 1978 році ізраїльським Інститутом Катастрофи і героїзму «Яд Вашем» Анджею Богуцькому було присвоєно почесне звання праведника народів світу.
Помер А. Богуцький в 1978 році у Варшаві. Похований на місцевому Повонзківському цвинтарі.

## Вибрана фільмографія
- 1917 — Таємниця алей Уяздовських / Tajemnica alei Ujazdowskich
- 1917 — Таємниця готелю / Pokój nr 13
- 1933 — Його превосходительство суб'єкт / Jego ekscelencja subiekt
- 1933 — Шпигун у масці / Szpieg w masce
- 1934 — Уланські обітниці / Śluby ułańskie
- 1935 — Любовні маневри / Manewry miłosne
- 1936 — Пан Твардовський / Pan Twardowski
- 1936 — Болек и Лелек / Bolek i Lolek
- 1937 — Пан редактор скаженіє / Pan redaktor szaleje
- 1937 — Недотепа / Niedorajda
- 1938 — За нездійснені провини / Za winy niepopełnione
- 1939 — Волоцюги / Włóczęgi
- 1939 — Золота маска / Złota maska
- 1953 — Солдат Перемоги / Żołnierz zwycięstwa
- 1953 — Справа, яку треба залагодити / Sprawa do załatwienia
- 1956 — Незвичайна кар'єра / Nikodem Dyzma
- 1968 — Ставка більша за життя / Stawka większa niż życie (тільки в 13-тій серії)
- 1970 — Нюрнберзький епілог / Epilog norymberski
- 1973 — Велике кохання Бальзака / Wielka miłość Balzaka (тільки в 2-гій серії)
- 1973 — Яношик / Janosik
- 1975 — Її повернення / Jej powrót
- 1975 — Сорокарічний / 40-latek (тільки в 12-тій серії)
- 1977 — Лялька / Lalka (тільки в 3-тій серії)
- 1978 — Життя, наповнене ризиком / Życie na gorąco (тільки в 7-мій серії)

## Нагороди
- Нагорода Прем'єр-міністра ПНР за радіотворчість для дітей (1959).
- Кавалерський хрест Ордена Відродження Польщі.
- Диплом праведника народів світу (1978).